# Bonaire League 2003/04
De Bonaire League is de hoogste voetbalcompetitie op Bonaire en wordt georganiseerd door de Boneriaanse voetbalbond FFB. De twee beste teams mogen meedoen aan de Kopa Antiano (het kampioenschap van de Nederlandse Antillen). Dit seizoen leverde voor het derde achtereenvolgende seizoen een finale op tussen Real Rincon en Estrellas, die deze keer met 1-0 werd gewonnen door Real Rincon.

## Reguliere seizoen
Alle ploegen spelen twee keer tegen elkaar. De beste vier ploegen kwalificeren zich voor de Play Offs.
|             | ATC | EST | JUV | RR  | URU | VES | VIT |
| ----------- | --- | --- | --- | --- | --- | --- | --- |
| ATC         |     | 0-3 | 0-1 | 1-2 | 1-0 | 2-1 | 1-0 |
| Estrellas   | 2-3 |     | 1-1 | 1-1 | 2-2 | 2-1 | 4-1 |
| Juventus    | 0-4 | 0-2 |     | 0-1 | 2-6 | 4-2 | 0-1 |
| Real Rincon | 5-1 | 2-1 | 4-2 |     | 2-2 | 1-2 | 4-0 |
| Uruguay     | 2-0 | 2-1 | 7-0 | 1-1 |     | 4-2 | 2-0 |
| Vespo       | 1-3 | 1-4 | 6-2 | 0-3 | 1-2 |     | 0-0 |
| Vitesse     | 0-1 | 0-3 | 2-1 | 1-2 | 1-1 | 3-3 |     |

## Eindstand
| pos | Team        | GP | W | D | L | PNT | GF | GA | GD  |
| --- | ----------- | -- | - | - | - | --- | -- | -- | --- |
| 1   | Real Rincon | 12 | 8 | 3 | 1 | 27  | 28 | 12 | 16  |
| 2   | Uruguay     | 12 | 7 | 4 | 1 | 25  | 31 | 13 | 18  |
| 3   | ATC         | 12 | 7 | 1 | 4 | 22  | 17 | 14 | 3   |
| 4   | Estrellas   | 12 | 5 | 4 | 3 | 19  | 23 | 14 | 9   |
| 5   | Vitesse     | 12 | 2 | 3 | 7 | 9   | 9  | 22 | -13 |
| 6   | Vespo       | 12 | 2 | 2 | 8 | 8   | 20 | 30 | -10 |
| 7   | Juventus    | 12 | 2 | 1 | 9 | 7   | 13 | 36 | -23 |

## Play Offs
Alle ploegen spelen twee keer tegen elkaar. De twee beste teams gaan naar de finale.
|             | ATC | EST | RR  | URU |
| ----------- | --- | --- | --- | --- |
| ATC         |     | 3-1 | 0-2 | 1-1 |
| Estrellas   | 1-0 |     | 3-3 |     |
| Real Rincon | 1-2 | 1-2 |     | 5-0 |
| Uruguay     | 2-2 | 2-4 | 1-2 |     |

## Eindstand
| pos | Team        | GP | W | D | L | PNT | GF | GA | GD |
| --- | ----------- | -- | - | - | - | --- | -- | -- | -- |
| 1   | Estrellas   | 5  | 3 | 1 | 1 | 10  | 11 | 9  | 2  |
| 2   | Real Rincon | 6  | 3 | 1 | 2 | 10  | 14 | 8  | 1  |
| 3   | ATC         | 6  | 2 | 2 | 2 | 8   | 8  | 8  | 0  |
| 4   | Uruguay     | 5  | 0 | 2 | 3 | 2   | 6  | 14 | -8 |

## Finale
Heenwedstrijd, [June 18, 2007]
Estrellas               0-0 Real Rincon

Returnwedstrijd [June 25, 2007]
Real Rincon 1-0 Estrellas
54. Ricky Jansen 1-0

## Legenda
| gp  | gespeelde wedstrijden |
| w   | gewonnen wedstrijden  |
| l   | wedstrijden gelijk    |
| d   | wedstrijden verloren  |
| pnt | behaalde punten       |
| gf  | doelpunten voor       |
| ga  | doelpunten tegen      |
| ds  | doelsaldo             |